# Anomaloglossus rufulus
Espèce
Synonymes
- Dendrobates rufulus Gorzula, 1990 "1988"
- Epipedobates rufulus (Gorzula, 1990)
- Allobates rufulus (Gorzula, 1990)

Statut de conservation UICN

 DD  : Données insuffisantes
Anomaloglossus rufulus est une espèce d'amphibiens de la famille des Aromobatidae.

## Répartition
Cette espèce est endémique du tepui Amurí dans l'État d'Amazonas au Venezuela. Elle se rencontre entre 2 100 et 2 600 m d'altitude.

## Taxinomie
Cette espèce a été placée dans le genre Anomaloglossus par Barrio-Amorós et Santos en 2011.

## Publication originale
- Gorzula, 1990 : Una nueva especie de Dendrobates (Amphibia, Dendrobatidae) del Macizo del Chimantá, Estado Bolivar, Venezuela. Memorias de la Sociedad de Ciencias Naturales La Salle, vol. 48, p. 143–149.